# 손담비의 뷰티풀 데이즈
《손담비의 뷰티풀 데이즈》는 대한민국의 MBC 뮤직과 MBC 에브리원에 방송됐던 예능 텔레비전 프로그램이다.

## 기획 의도
매일 온갖 스트레스에 시달리지만, 퇴근 후 TV 시청이 스트레스 해소법의 전부인 대한민국 20, 30대 여성들, 그녀들의 무료함을 달래 줄 맞춤형 라이프 스타일 지침서가 탄생했다.

## 방송 일정
- MBC 뮤직 - 2013년 3월 14일 ~ 2013년 7월 18일 (16부작, 시즌 1)
- MBC 에브리원 - 2013년 8월 29일 ~ 2013년 11월 14일 (12부작, 시즌 2)

## 출연진

### 시즌 1
- 손담비 - 진행
- 이현이 - 진행
- 김현숙
- 백지수

### 시즌 2
- 손담비 - 진행
- 이현이 - 진행
- 환광희
- 김현숙
- 백지수

## 같이 보기
- 간무리반구미
- 뷰티